# La timidezza
La timidezza è un libro scritto dallo psichiatra Christophe André, pubblicato nella sua versione originale in lingua francese durante l'anno 1997.

Il libro è scritto con uno stile divulgativo ed è impreziosito da una lunga serie di riferimenti letterari e storici.
L'autore, con questo saggio, cerca di rintracciare cosa si nasconda dietro la parola contenitore timidezza, che può essere sia visibile all'esterno, sia passare inosservata, può interessare tutti gli ambiti della vita oppure solo alcune situazioni specifiche, ed è antica quanto l'uomo dato che la letteratura già ai tempi di Omero la descrisse con perspicacia, ed è stata immortalata nel corso dei secoli da artisti come Shakespeare, Rousseau e Proust.
L'autore sostiene che esistano almeno una ventina di definizioni concernenti la timidezza, a seconda della prospettiva di indagine, che possono riguardare i comportamenti, ma anche le emozioni, il modo di essere oppure le situazioni. Tra le differenziazioni principali vi è quella fra timidezza pubblica e privata, quest'ultima definita così perché non appare all'esterno, e tra le classificazioni vi è quella fra la timidezza collegata alla paura degli altri e quella associabile alla paura di sé.
Per quanto riguarda la paura degli altri, secondo l'autore, le cause principali di questa timidezza sono la novità, l'intrusione, la sorpresa, dover parlare di sé, il giudizio sociale; mentre la paura di sé è caratterizzata dai fenomeni collegati alla coscienza di sé, come ad esempio essere al centro dell'attenzione, possedere caratteristiche diverse e uniche rispetto a chi ci circonda, incontri con persone capaci di intimorire, prestazioni eseguite sotto lo sguardo collettivo.
André, nelle pagine successive pone la distinzione fra le manifestazioni a carattere fisiologico da quelle a carattere comportamentale e a carattere psicologico; inoltre l'autore spiega l'organizzazione tipica di un timido, le sue qualità, le apprensioni tipiche e specifiche, come quelle che riguardano la vita sentimentale, il denaro e la difesa degli interessi personali.
Per concludere il capitolo sulle forme di timidezza, André descrive le caratteristiche della ereutofobia, dall'incontrollabilità alla imprevedibilità, dal carattere vergognoso al sovrainvestimento del soggetto e al carattere ossessivo. La tematica seguente è quella delle forme patologiche, dalla fobia sociale alla personalità evitante, per finire con le pseudotimidezze.
Nel capitolo successivo, lo psichiatra espone i suoi concetti e della medicina contemporanea sui meccanismi dell'ansia sociale, dal modello dell'ansia di valutazione al modello della doppia valutazione, dal modello dell'immagine di sé a quello dell'autocoscienza. André focalizza, quindi, la sua attenzione sulle origini dell'ansia sociale, da quella biologica a quella ereditaria e a quella ambientale. Per completare la sua analisi, l'autore centra il suo obiettivo sul contesto famigliare, incominciando dai modelli parentali, proseguendo con le esperienze precoci e trasmissione dei valori, e concludendo con i modi di comunicazione e lo stile educativo.
L'ultima parte del libro è dedicata ai possibili rimedi, iniziando da quello psicoterapeutico e quello farmacologico, concludendo con l'addestramento alle competenze sociali.

## Edizioni
- Christophe André, La timidezza, Editori Riuniti, 1999,  pp.123, cap.4.